# Tommy Carlsson (konstnär)
Ulf Tommy Ingemar Carlsson,  född 1943 i Kristianstad, är en svensk konstnär.
Carlsson studerade konst för Franz Lundberg i Kristianstad och vid Grundskolan för konstnärlig utbildning Stockholm samt vid Hovedskous målarskola i Göteborg. Separat har han ställt ut på bland annat Galleri 54 i Göteborg, Konstmässan Stockholm art fair, Kristianstad museum,  Teckningsmuseet i Laholm och på Nolhaga slott i Alingsås Han har medverkat i samlingsutställningar med Unga tecknare på Nationalmuseum, Liljevalchs vårsalong, Sörmlandssalongen och höstsalongen på Halmstad museum. Bland hans offentliga uppdrag märks utsmyckningar för Tallhöjdens sjukhem i Södertälje, Munkagårdsskolan i Halmstad och Plönninge lantbruksgymnasium. Han tilldelades Södertälje kommuns kulturpris 1973, Statens arbetsstipendium 1989, Hallands läns landstings kulturpris 1999 och Laholm kommuns kulturpris 2002. Carlsson är representerad vid Kristianstads länsmuseum, Teckningsmuseet i Laholm, Statens konstråd, Sveriges allmänna konstförening och i ett flertal kommuner och landsting.